# Poritidae
Poritidae  (лат.) — семейство стрекающих (Cnidaria).

## Описание
Это колониальные, рифообразующие кораллы, различные по форме и размерам. Стенки кораллитов и перегородок являются пористыми. Некоторые колонии достигают 2 м в диаметре, а их возраст составляет более 200 лет.

## Классификация
Классификация семейства согласно Мировому реестру морских видов:
- Alveopora, более 18 видов
- Bernardpora, один вид — Bernardpora stutchburyi
- Goniopora, более 30 видов
- Machadoporites, один вид — Machadoporites tantillus
- Porites, более 80 видов
- Poritipora, один вид — Poritipora paliformis
- Stylaraea, один вид — Stylaraea punctata